# Sjöbergska friluftsteatern

Sjöbergska friluftsteatern var en friluftsteater i Gamla Linköping under åren 1991-2013.
Sjöbergska friluftsteatern anlades 1991, ritades av Brita Jarre-Molander och skapades med stöd av lokala Sparbanken. Teatern kunde ta emot en publik på ca 656 personer. Varje sommar sedan starten spelades här sommarproduktioner med totalt drygt 300 000 besökare. Efter sommarsäsongen 2013 stängdes och revs teatern, då den gamla Folkparksteatern flyttades tvärs över gatan från Folkets park till denna plats för fortsatt scenisk verksamhet under tak.

## Teaterproduktioner
- 2001 - Pettson & Findus
- 2002 - Sunes sommarlov
- 2003 - Emil i Lönneberga
- 2004 - Ture Sventon, privatdetektiv
- 2005 - Folk och rövare i Kamomilla stad
- 2006 - Pettson & Findus
- 2007 - Rasmus på luffen
- 2008 - Lassemajas detektivbyrå
- 2009 - Ronja Rövardotter
- 2010 - Fem myror är fler än fyra elefanter
- 2011 - Djuren i Hackebackeskogen
- 2012 - Pettson & Findus